# 玉置宏
玉置 宏（たまおき ひろし、1934年1月5日 - 2010年2月11日）は、日本のフリーアナウンサー、テレビ司会者である。
本名は玉置 宏行（）。日本司会芸能協会名誉会長、横浜にぎわい座初代館長。

## 来歴・人物
神奈川県川崎市川崎区南町の遊郭入口でタマオキ米屋を営んでいた玉置義作と、小学校教師の玉子の5人兄弟の長男として生まれる。神奈川県立川崎高等学校、明治大学商学部卒業。
大学卒業後、1956年文化放送にアナウンサーとして入社。1958年、三橋美智也の勧めで退社しフリーに転身。以後、司会を中心にテレビ・ラジオ・舞台などで活動。
同年から1977年までTBS『ロッテ歌のアルバム』を務める。当時としては斬新な司会の手法は人気を呼び、19年・1,000回、1967年からNET『象印スターものまね大合戦』を10年務める。冒頭の挨拶「一週間のご無沙汰でした。玉置宏でございます。お口の恋人、ロッテ提供、『ロッテ歌のアルバム』…」は当時流行語になる。『スターものまね大合戦』でも「一週間の…」のくだりは言う。『玉置宏の笑顔でこんにちは!』（ニッポン放送）や『にっぽんの歌』『昭和歌謡大全集』（テレビ東京）、『ラジオ名人寄席』（NHKラジオ第1）など多くの長寿番組の司会を手掛ける。
長年に渡り出演したラジオ番組『玉置宏の笑顔でこんにちは!』の出演時期には、当時の番組関係者の意向で定期券を利用した電車通いを始め、番組終了後も晩年まで電車移動を基本としていた。後に、次時間帯の番組となった『高田文夫のラジオビバリー昼ズ』スタート時には、『ロッテ歌のアルバム』の構成作家でもあった高田文夫に「スタジオでは（相手を緊張させず家でくつろぐ感覚でいるために）靴を脱いでスリッパを履きなさい」とアドバイスを送っている。
このほかコロムビアレコードの専属司会者となる。この際に漫才師のコロムビア・トップ・ライトの青空一門の客分となる。
1979年には、東映映画のシリーズである「トラック野郎シリーズ」の最終作『トラック野郎・故郷特急便』に大阪梅田コマのコンサート司会者役で出演する。
1981年には真咲よう子とのデュエット曲『東京ラスト・ナイト』で歌手活動を開始し、同曲は10万枚を販売する。
1985年にはテレビせとうち開局記念歌謡番組の司会を務めた。
1989年からは当時親交のあった森数人（琴古流尺八師範）や北島三郎等の薦めで日本音楽作家協会が主催する日本縦断イベント（交通遺児チャリティコンサート）の司会・進行役を2期務め3期目からは、作詞・作曲・編曲家の冬樹かずみと歌手の村上幸子が、健康上の理由から勇退した玉置の代わりを務めた。玉置宏の歌謡日本はそのまま継続して放送されている。また単発ではあったが台湾（他3ヶ国）で行われたアジアチャリティソングフェスティバルの際にも、急遽代役として推挙した冬樹かずみと桂銀淑のフェスティバル進行を心配するあまり、ノーギャラで総合司会を再度引き受け最後までやり遂げたことでも、その人となりが広く知られることとなった。
生粋の大洋ホエールズ・横浜大洋ホエールズ・横浜ベイスターズファンである。同球団の1998年の日本一決定までは6球団しかないんだからもっと優勝してほしいとゲキを飛ばしていた。ファンになったきっかけは秋山登、土井淳と大学の学部で同級であった事である。1998年にベイスターズが38年ぶりのリーグ優勝を決めた日には、テレビ朝日のニュース番組『ニュースステーション』のオープニングに登場して「38年間のご無沙汰でございました。玉置でございます」と語り、同日の優勝決定試合で無料開放された横浜スタジアムで進行役を務めた。ノンベーズという草野球チームの監督をしていた時期もあり、野球に対する情熱の深さを知ることができる。
「クイズ!タモリの音楽は世界だ」（テレビ東京）にゲスト出演した際は、司会時に予定とは別のどんな曲がかかっても瞬時に対応できる術を披露した。
幼い頃より、家族や家業の使用人等と寄席に通ったり、放送での寄席番組に親しみ、一時は、噺家を志したほどの落語好き。学生時代にも、寄席や落語会などに頻繁に通っていた。
演芸関連のレコードやテープ、CDや、個人的に演芸番組の放送をエアチェックした落語や演芸の録音（録画）したものや、各方面から入手した（録音、録画した）ものを数多くコレクション、演芸関連の資料も数多く所有する、演芸評論家としての一面もあった。そのためNHKラジオ第1で、1996年より番組席亭（番組進行、解説役）を務めていた『ラジオ名人寄席』では自身の録音（録画）からの音源も提供して放送を行っていた。
2002年4月、新たに開場した横浜にぎわい座の初代館長に就任。自ら出演交渉を行い、パンフレットに解説を書き、高座で番組内容を案内。大入袋には直筆で名前を書いた「当り祝」を出演者に手渡すなどの熱意を見せていた。
2007年5月12日の「第12回林家彦六賞」で「寄席関係に貢献、話芸の発展に尽力した」との事で「彦六特別賞」受賞。
2008年3月、玉置が持ち込み『ラジオ名人寄席』内で使用した落語の音源に「TBSが収録したものがあり、同局から使用許諾を得ていない」と川戸貞吉と草柳俊一が申し入れ、玉置は同番組を降板、打ち切りとなる。TBS以外にも許諾を得ずに番組で使用した音源は、調査の結果12年間にほか7社から91演目、再放送も含めて計205件あった。使用料合計の約1300万円は、番組を制作したNHKエンタープライズがNHKとの番組委託契約に従い全額支払ったが、玉置自ら申し出て改めて同エンタープライズへ全額支払った。番組がNHKサービスセンターで販売した落語CD、カセット商品3演目分も、市販のレコードなどを無許可で使用して商品化しており廃盤となる。
『ラジオ名人寄席』での音源不正使用事件の個人的責任を取り、日本芸能実演家団体協議会理事の辞任と自身の司会番組『昭和歌謡大全集』を降板した。横浜にぎわい座館長も辞意を表したが、慰留されて留まる。以後、舞台のほかはスカパーの時代劇専門チャンネルで放送の『中継・横浜にぎわい座 名作傑作落語選』に出演する程度で、事件の責任を取り表舞台から退いた。
2010年2月4日に倒れて入院。8日に横浜にぎわい座を通して家族が入院中であることを認めたが詳しい病状は明かさなかった。2月11日午前10時33分、脳幹出血のため神奈川県内の病院で死去。76歳没。翌日に身内のみで密葬が行われ、芸能関係者からの弔問は断った。密葬後の12日に横浜にぎわい座が死去を公表。
事件以後は酒量が増え、歩けないほど飲むようになり、ペットボトルに酒を入れて持ち歩くこともあった。急激にやつれ、倒れる直前にはろれつが回らぬなど、関係者から体調を案ぜられていた。
玉置の訃報に、元祖御三家の橋幸夫、舟木一夫、西郷輝彦を始め、縁のあった歌手などが相次いで追悼コメントを出し、改めて玉置の歌謡界への貢献ぶりと存在感がクローズアップされている。
2010年4月12日、東京會舘9階ローズルームで桂歌丸を実行委員長として「お別れの会」が催され、親交のあった歌手や落語家など、芸能関係者を中心に約500人が参列した。祭壇に生前好んだハイボールを作るためのウイスキーと炭酸水、マイクなどが供えられた。
玉置が初代会長を務めた日本司会芸能協会では、2010年10月21日中野サンプラザでの「第25回芸能まつり」を「玉置宏 追善・昭和歌謡史」と銘打ち公演。会員の他、多数の人気歌手が参加した。
玉置を八代亜紀が描いた「T氏の肖像」は、玉置が気に入って横浜にぎわい座館長在籍時に館長室に飾られていたが、2023年12月に八代が亡くなった後に、八代追悼として2階展示コーナーで特別展示された。
駄句駄句会同人。俳号は「一顔（いちがお）」。住んでいた場所（横浜市市ヶ尾）に由来する。

## 出演番組

### テレビ
- 象印スターものまね大合戦[4]（NET（現・テレビ朝日））1967年1月 - 1977年1月）
- 玉置宏のあぁ!歌謡曲（テレビ朝日）1977年10月 - 1978年3月
- おはよう!ゲートボール（テレビ朝日）1983年10月 - 1985年9月
- 玉置宏の歌謡日本（テレビ朝日）1989年10月 - 1991年3月
- ニュースステーション（テレビ朝日）1998年10月8日（前述の通り、この日プロ野球・横浜ベイスターズ〈現：横浜DeNAベイスターズ〉が38年ぶりのセ・リーグ優勝を果たしたことから、番組冒頭歌番組の曲紹介さながらにベイスターズ優勝のニュースの前振りを行った）
- ロッテ 歌のアルバム[2]（TBS） 1958年5月 - 1977年8月 ※後任は千昌夫と小島一慶
- 貴女も社長ハイ&ロー（TBS）1984年10月 - 1985年3月
- 日本縦断・民謡大全集（東京12チャンネル）1979年4月 - 1980年9月
- にっぽんの歌（テレビ東京）1982年4月 - 1989年3月
- 昭和歌謡大全集（テレビ東京 不定期放送）1992年 - 2007年[12]
- スター家族スタジオ（フジテレビ） 1978年4月 - 1980年9月
- ラジオびんびん物語 （フジテレビ 本人役でゲスト出演。）1987年8月 - 9月
- しろうと芸能大賞 （フジテレビ）1967年7月 - 10月
- ちびっこものまね紅白歌合戦[13]（NET→テレビ朝日）1975年 - 1984年
- 玉置宏のTHE落語（CS地球の声）

### ラジオ
- ラジオ名人寄席（NHKラジオ第1）1996年4月 - 2008年3月
- ロッテ歌謡ショー〜日本の祭り〜（TBSラジオ）
- 平凡アワー・スターハイライトショー （ニッポン放送）※後任は堺正章
- 必勝ホームランワイド 有楽町で逢いましょう（ニッポン放送）木曜日、1977年10月 - 1978年3月
- 玉置宏の笑顔でこんにちは!（ニッポン放送）1978年 - 1996年3月[1]
- 玉置宏のようこそ!スター予約席（ニッポン放送）1996年4月‐1997年9月
- 玉置宏の銀座からこんにちは!（北海道放送）[1]
- 男・ロマネスク（東海ラジオ制作）1982年10月 - 1983年3月

### CM
- ロッテ 歌のアルバム内の生CM，製品紹介CM
- はごろも缶詰　『シーチキン』
- 松下電器　『カラオケ大賞』
- 象印マホービン　『圧力IH炊飯ジャー・極め炊き』
- ハトヤホテル　『ホテルサンハトヤ・オープン!!』CM[14][15]

## 著書
- 『玉置ナレーション大全集 素敵な歌を華麗に飾るナレーション500曲』シンコー・ミュージック,（1990年）ISBN 978-4401601318
- 『玉置宏の昔の話で、ございます』田中宏幸 インタビュー・文. 小学館 2004.